# Rie fu (アルバム)
『Rie fu』（リエ・フゥ）は、Rie fuの1枚目のアルバム。2005年1月19日発売。発売元はPalm Beach。

## 概要
- CD EXTRA対応。
- 初回限定はスリープケース仕様。

## 収録曲
- 作詞・作曲：Rie fu
- 編曲：生駒龍之介（1,2,5,6,11）／SNORKEL（3,9,12）／Rie fu・First Voice（10,14）／上田禎（4）／SNORKEL・上田禎（7）／斎藤ネコ・Rie fu（8）

1. 笑って、恵みのもとへ
2. Beautiful Words
3. Somebody's World
4. 2cm
5. I So Wanted
6. decay
7. Prayers & Melodies
8. 雨の日が好きって思ってみたい
9. Voice（Album Version）
10. ツキノウエ（Jamming Version）
11. Shine
12. Life is Like a Boat
13. ～Interlude～
14. decay（English Version）